# Platero (cacique)
Ramón Cabral, apodado Platero y a veces mencionado simplemente como Ramón, fue un cacique del pueblo ranquel, que se mantuvo siempre en paz con los militares y con los gobiernos provinciales argentinos, y que fue forzado a incorporarse al Ejército Argentino en 1877, para luchar contra sus propios hermanos y amigos.
Probablemente fue hijo de Lorenzo Cabral, un capitanejo que ejerció algunas veces como diplomático al servicio del cacique general Painé. Su padre le dejó el mando de los indígenas de lanza sobre los cuales mandaba a mediados de los años 40. Vivía en el Rincón de Carrilobo, algunas leguas al norte del campamento de los jefes máximos entre los ranqueles, que era Leuvucó. Era considerado un «indio rico», ya que tenía muchos caballos y ovejas, y cultivaba maíz, zapallo y sandía; vestía con prolijidad y se mantenía muy limpio y ordenado. Tenía su rancho en la cumbre de una loma al borde de la laguna, y había allí también otras viviendas permanentes; cuando Lucio V. Mansilla lo visitó en 1870, el cacique lo alojó en un galpón de madera muy bien aseado, que servía para sus tareas de herrería y de chapas de plata, en las que entretenía sus ratos libres. Entre las cinco esposas que tenía, una era una mujer de La Carlota, que se negaba a abandonar la vida como india, aunque conservaba el uso del castellano.
Tenía a sus órdenes seiscientos indios de lanzas, y a veces más, con los cuales participó durante algunos años en malones organizados por el cacique Baigorrita, especialmente después de que el coronel Emilio Mitre lo atacó en la Pampa Central, en 1858. Luego cambió de idea y se hizo partidario de estar siempre en paz con los blancos. Fue atacado varias veces por las tropas del Estado de Buenos Aires, incluyendo un ataque del ministro de Guerra Bartolomé Mitre: De todos modos permaneció en paz y fue uno de los firmantes del tratado de paz de 1865. Volvieron a ser objeto de ataques a principios de los años 1870, y en algunas ocasiones respondieron con malones. Su hermano Linconao pidió pasar a tierra de blancos, y se le asignó un campo en propiedad cerca del Fuerte Sarmiento, en el sur cordobés. También se le dio el cargo y uniforme de teniente coronel, y a los capitanejos a sus órdenes grados de tenientes y alféreces. Pero unos meses más tarde ese mismo campo fue vendido a un terrateniente, y se le ordenó salir de allí; pese a las promesas de que le iban a dar otro campo, permaneció años refugiado cerca del fuerte Sarmiento, perdiendo gente por brotes de viruela.
El general Julio Argentino Roca estaba decidido a exterminar o absorber a los indios; cada vez que se firmaba un tratado de paz, lo saboteaba para poder atacar a los indígenas. En agosto de 1877 algunos indígenas habían robado unos pocos caballos; en respuesta, el coronel Eduardo Racedo atacó a Ramón Platero –que nada había tenido que ver con el asunto– y le robó casi todos los caballos. Platero se presentó en el fuerte, exigiendo que les fueran devueltos, pero Racedo puso como condición que se fueran a vivir entre los blancos, junto al fuerte Nuevo Sarmiento. Temiendo nuevos ataques, Platero accedió y se convirtió en uno de los «indios amigos», y sus hombres en «tropas auxiliares» del Ejército. Fueron obligados a perseguir a los ranqueles que se negaban a rendirse, y a luchar contra ellos.
En 1880, después de la Conquista del Desierto, lo obligaron a establecerse en Villa Mercedes (San Luis), recién fundada. Cuando empezaron a llegar más blancos, los corrieron y los mandaron a instalarse una legua al sur de la villa. Luego fueron obligados a participar en la fundación de Victorica, luego en la de la Colonia Emilio Mitre, cerca de Victorica, y más tarde aún fueron trasladados a General Acha, a unos doscientos kilómetros de su zona de residencia. Diversos testigos mencionan la absoluta pobreza en que eran mantenidos los supuestos «amigos».
En 1900 les otorgaron un campo en la Colonia Emilio Mitre, desértico y sin aguadas. Platero, no obstante, murió en General Acha antes de salir para el norte de La Pampa. Sus hijos y los hijos de sus hombres de lanza se instalaron en el campo asignado, aunque pronto comenzaron a desperdigarse, porque ese terreno no los podía sostener a todos.